# Dopolavoro Aziendale Agricolo Albenga 1938-1939
Questa voce raccoglie le informazioni riguardanti il Dopolavoro Aziendale Agricolo Albenga nelle competizioni ufficiali della stagione 1938-1939.

## Rosa
| N. |                   | Ruolo | Calciatore              |
| -- | ----------------- | ----- | ----------------------- |
|    | Italia (bandiera) |       | Giuseppe Aicardi        |
|    | Italia (bandiera) |       | Emilio Albiosi          |
|    | Italia (bandiera) | D     | Sauro Ascheri           |
|    | Italia (bandiera) |       | Giovan Battista Carrega |
|    | Italia (bandiera) |       | Silvestro Castellari    |
|    | Italia (bandiera) | D     | Annibale Enrico         |
|    | Italia (bandiera) |       | Mario Facollo           |
|    | Italia (bandiera) |       | Secondo Ferrua          |
|    | Italia (bandiera) |       | Giovanni Gavi           |
|    | Italia (bandiera) |       | Domenico Ivaldi         |

| N. |                   | Ruolo | Calciatore      |
| -- | ----------------- | ----- | --------------- |
|    | Italia (bandiera) | C     | Ugo Magnetto    |
|    | Italia (bandiera) | D     | Elmore Mascardi |
|    | Italia (bandiera) |       | Romeo Pollero   |
|    | Italia (bandiera) |       | Pietro Rolando  |
|    | Italia (bandiera) | A     | Edoardo Rossi   |
|    | Italia (bandiera) | P     | Augusto Tornago |
|    | Italia (bandiera) |       | Isidoro Voinich |
|    | Italia (bandiera) |       | Secondo Volpe   |
|    | Italia (bandiera) |       | Carlo Zarri     |
|    | Italia (bandiera) | A     | Domenico Zardi  |